# Поланк
Пола́нк (фр. и окс. Paulhenc) — коммуна во Франции, находится в регионе Овернь. Департамент — Канталь. Входит в состав кантона Пьерфор. Округ коммуны — Сен-Флур.
Код INSEE коммуны — 15149.
Коммуна расположена приблизительно в 450 км к югу от Парижа, в 105 км южнее Клермон-Феррана, в 30 км к востоку от Орийака.

## Население
Население коммуны на 2008 год составляло 265 человек.
| 1962 | 1968 | 1975 | 1982 | 1990 | 1999 | 2008 |
| ---- | ---- | ---- | ---- | ---- | ---- | ---- |
| 471  | 509  | 422  | 376  | 317  | 283  | 265  |

## Экономика

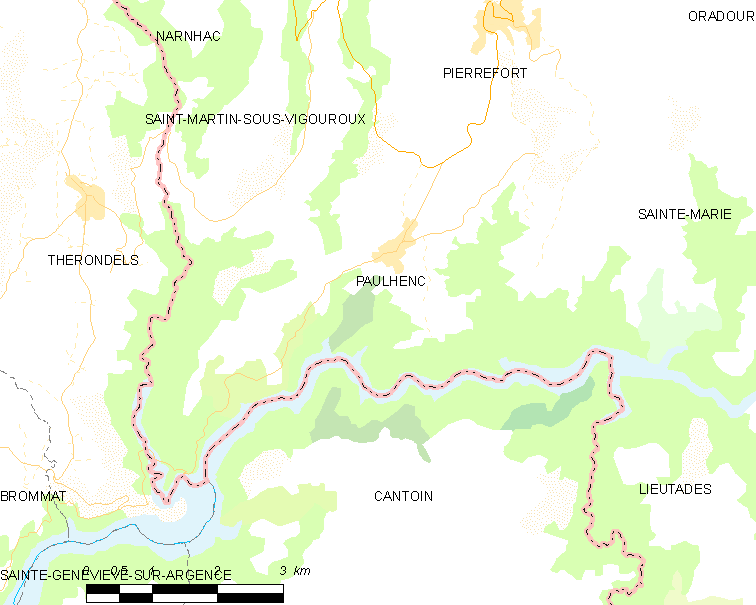
Карта коммуны

В 2007 году среди 161 человека в трудоспособном возрасте (15—64 лет) 73 были экономически активными, 88 — неактивными (показатель активности — 45,3 %, в 1999 году было 43,9 %). Из 73 активных работали 72 человека (40 мужчин и 32 женщины), безработным был 1 мужчина. Среди 88 неактивных 3 человека были учениками или студентами, 21 — пенсионерами, 64 были неактивными по другим причинам.

## Достопримечательности
- Средневековый замок Эстрес[фр.]. Памятник истории с 2008 года[3]
- Церковь Сен-Сатюрнен (XIII век). Памятник истории с 1997 года[4]
- Часовня Нотр-Дам-де-Тюрланд (1275 год). Памятник истории с 1996 года[5]
- Дом Фонтанж (1561 год). Памятник истории с 1953 года[6]
- Замок Тюрланд[фр.] (XI век)